# Glaphyra tarsata
Glaphyra tarsata är en skalbaggsart som beskrevs av Holzschuh 2008. Glaphyra tarsata ingår i släktet Glaphyra och familjen långhorningar.
Artens utbredningsområde är Laos. Inga underarter finns listade i Catalogue of Life.